# Seia flygplats
Seia flygplats (port. Aerodromo Municipal de Seia) är en kommunal flygplats i Serra da Estrela, Portugal,  4,5 km norr om Seia. Används huvudsakligen för brandbekämpning.
- Radio 124.35
- Öppet - Dagtid
- vimpel - ja
- signaler på landningsbanan - ja
- Bar - ja, på flygplatsen, öppet under brandbekämpningsperioden
- Transporter - Taxi
- Drivmedel - ja
- Hangar - ja